# Mys Kamiennyj
Mys Kamiennyj (ros. Мыс Каменный) – wieś (sieło) w Rosji, w Jamalsko-Nienieckim Okręgu Autonomicznym, w rejonie jamalskim. W 2010 liczyła 1653 mieszkańców.